# آنا هاغ
آنا هاغ (بالسويدية: Anna Jönsson Haag) (و. 1986  م) هي متزحلقة، ومتزلج على الجليد سويدية، شاركت في الألعاب الأولمبية الشتوية 2010، وبطولة العالم للتزلج النوردي على الثلج 2009 ‏، والبطولة النرويجية للاتحاد العالمي للتزلج على الثلوج 2011 ‏، وبطولة العالم للتزلج النوردي على الثلج 2013 ‏، وبطولة العالم للتزلج النوردي على الثلج 2015، والتزلج الريفي في الألعاب الأولمبية الشتوية 2010 – فريق سيدات عدو ‏، والتزلج الريفي في الألعاب الأولمبية الشتوية 2014 – سيدات 4 × 5 كيلومتر تناوب ‏، والتزلج الريفي في الألعاب الأولمبية الشتوية 2010 – سيدات 15 كيلومتر مطاردة ‏، والألعاب الأولمبية الشتوية 2014، وبطولة العالم للتزلج النوردي على الثلج 2017 ‏.

## التعليم
تعلمت في منتصف السويد.

## جوائز
حصلت على جوائز منها:
- Olympic champion  [لغات أخرى]‏ (2014).

## روابط خارجية
- آنا هاغ على موقع الاتحاد الدولي للتزلج (التزلج الريفي) (الإنجليزية)
- آنا هاغ على موقع اللجنة الأولمبية الدولية (الإنجليزية)
- آنا هاغ على موقع أوليمبيديا (الإنجليزية)
- آنا هاغ على موقع اللجنة الأولمبية السويدية (السويدية)